# Chachapoias (província)
Chachapoias (Chachapoyas) é uma província do Peru localizada na região de Amazonas. Sua capital é a cidade de Chachapoias.
Chachapoias faz divisa ao norte com as províncias de Luya e Bongará, a leste com o departamento de San Martín e com a Província de Rodríguez de Mendoza, ao sul com o departamento de San Martín e a oeste com o departamento de Cajamarca.

## Distritos da província
- Asuncion[3]
- Balsas[4]
- Chachapoias[5]
- Cheto[6]
- Chiliquin
- Chuquibamba[7]
- Granada[8]
- Huancas[9]
- La Jalca[10]
- Leymebamba[11]
- Levanto[12]
- Magdalena[13]
- Mariscal Castilla
- Molinopampa
- Montevideo
- Olleros
- Quinjalca
- San Francisco de Daguas
- San Isidro de Maino
- Soloco
- Sonche